# Charnay-lès-Mâcon
Charnay-lès-Mâcon är en kommun i departementet Saône-et-Loire i regionen Bourgogne-Franche-Comté i östra Frankrike. Kommunen ligger i kantonen Mâcon-Centre som tillhör arrondissementet Mâcon. År 2022 hade Charnay-lès-Mâcon 8 154 invånare.

## Befolkningsutveckling
Antalet invånare i kommunen Charnay-lès-Mâcon
| Referens: INSEE |